# Малабар (Флорида)
Малабар (англ. Malabar) — місто (англ. town) в США, в окрузі Бревард штату Флорида. Населення — 2949 осіб (2020).

## Географія
Малабар розташований за координатами 27°59′13″ пн. ш. 80°34′57″ зх. д. / 27.98694° пн. ш. 80.58250° зх. д. (27.987057, -80.582450). За даними Бюро перепису населення США в 2010 році місто мало площу 34,30 км², з яких 27,64 км² — суходіл та 6,66 км² — водойми.

## Демографія
Згідно з переписом 2010 року, у місті мешкало 2757 осіб у 1124 домогосподарствах у складі 805 родин. Густота населення становила 80 осіб/км². Було 1239 помешкань (36/км²).
Расовий склад населення:
| - 91,7 % — білих - 3,9 % — чорних або афроамериканців - 0,9 % — азіатів - 0,5 % — корінних американців |

До двох чи більше рас належало 2,4 %. Частка іспаномовних становила 4,1 % від усіх жителів.
За віковим діапазоном населення розподілялося таким чином: 18,4 % — особи молодші 18 років, 62,8 % — особи у віці 18—64 років, 18,8 % — особи у віці 65 років та старші. Медіана віку мешканця становила 50,0 року. На 100 осіб жіночої статі у місті припадало 109,7 чоловіків; на 100 жінок у віці від 18 років та старших — 107,8 чоловіків також старших 18 років.
Середній дохід на одне домашнє господарство становив 81 069 доларів США (медіана — 63 077), а середній дохід на одну сім'ю — 80 303 долари (медіана — 70 060). Медіана доходів становила 51 830 доларів для чоловіків та 41 472 долари для жінок. За межею бідності перебувало 11,9 % осіб, у тому числі 37,5 % дітей у віці до 18 років та 4,6 % осіб у віці 65 років та старших.
Цивільне працевлаштоване населення становило 1351 особа. Основні галузі зайнятості: освіта, охорона здоров'я та соціальна допомога — 22,9 %, виробництво — 13,5 %, роздрібна торгівля — 13,0 %.